# جاش هندرسون
جاش هندرسون (انگلیسی: Josh Henderson؛ زادهٔ ۲۵ اکتبر ۱۹۸۱) یک هنرپیشه، مدل و خواننده اهل ایالات متحده آمریکا است. وی از سال ۲۰۰۱ میلادی تاکنون مشغول فعالیت بوده‌است.

## گزیده فیلمشناسی
از فیلم‌ها یا برنامه‌های تلویزیونی که وی در آن نقش داشته‌است می‌توان به آثار زیر اشاره کرد.
- دختر همسایه (فیلم ۲۰۰۴) (۲۰۰۴)
- استپ آپ (۲۰۰۶)
- دروغ اول آوریل (فیلم ۲۰۰۸) (۲۰۰۸)
- گرمای کشنده (۲۰۱۴)
- ستارگان پاپ ۲ (۲۰۰۱)
- پل‌های شکسته (۲۰۰۶)
- کدبانوهای وامانده (۲۰۰۶–۲۰۰۷)
- ۹۰۲۱۰ (مجموعه تلویزیونی) (۲۰۰۸–۲۰۰۹)
- سی‌اس‌آی (۲۰۰۹)